# Agfa Optima
Bei der Agfa Optima handelt es sich um eine 1959 eingeführte Kleinbildkamera mit Programmautomatik, wobei es sich um die erste Kamera überhaupt mit einer solchen Automatik handelte. Sie wurde 1968 und noch einmal 1976 von einer neuen Generation abgelöst und blieb bis zum Ende der Agfa-Kameraproduktion im Programm. Agfa bezeichnete auch einige weitere Kameras mit dem Namenszusatz Optima, diese besaßen ebenfalls eine Programmautomatik. Nachdem Agfa keine Kameras mehr produzierte, verwendete man die Bezeichnung Optima für einen Farbfilm.

## Optima-Modelle mit Auslösehebel (Erste Generation)

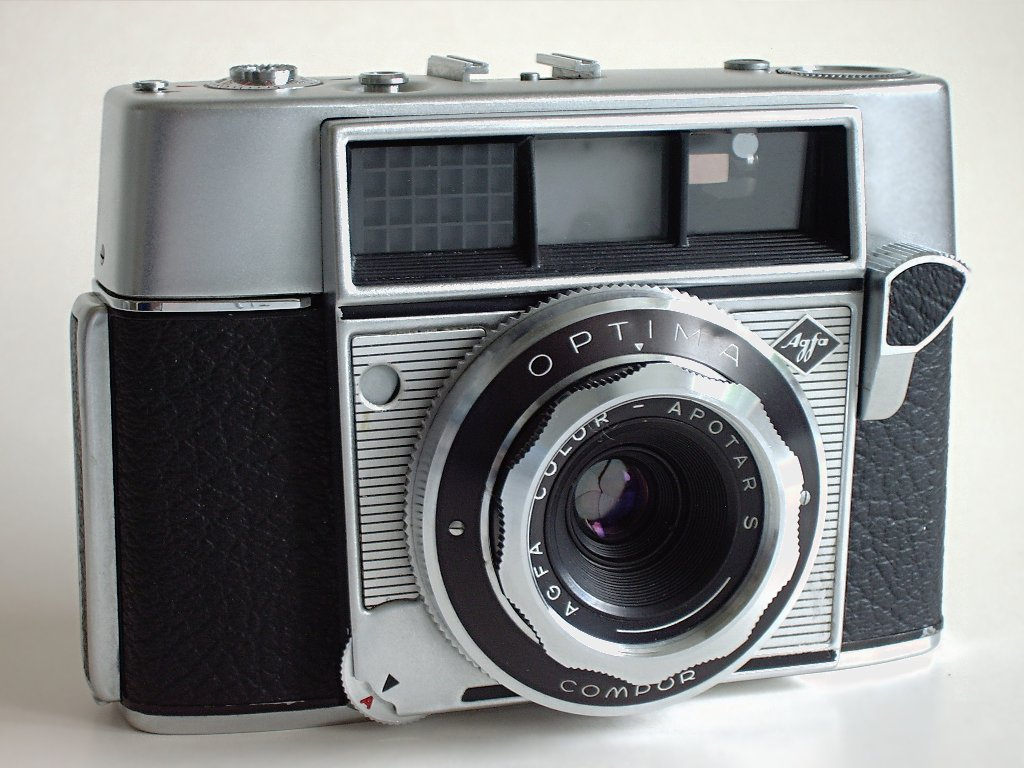
Agfa Optima

### Vorgeschichte

#### Problematik
Agfa bemühte sich besonders, einfach zu bedienende Kameras anzubieten, um auch technisch Unkundige zum Fotografieren zu bewegen und somit den Filmabsatz zu steigern. Die Schwierigkeiten lagen im Filmeinlegen, Fokussieren und Einstellen der Belichtung. Das Filmeinlegen war am unproblematischsten, da es der Fotohändler beim Filmkauf übernehmen konnte. Blieben noch die Einstellungen vor der Aufnahme übrig. Die Entfernungseinstellung konnte man mit einem Fixfokus-Objektiv entfallen lassen, was allerdings eine geringe Lichtstärke voraussetzte. Im Falle eines nicht allzu lichtstarken Objektivs reichte eine ungefähre Einstellung, weswegen auch dieser Punkt nicht sonderlich problematisch war, zumal man den Vorgang leicht vermitteln konnte – auch der Laie vermochte den Abstand von der Kamera zum Motiv abzuschätzen und auf einer Skala einzustellen. So blieb noch die Belichtungseinstellung übrig.
Die Bedeutung von Verschlusszeit und Blendenwert ließ sich praktisch nicht vermitteln, weswegen bereits in den 1930er Jahren auch wohlhabende Personen eine Boxkamera benutzten, um die komplizierte Bedienung zu umgehen (siehe Boxkamera). Alle einfachen Kameras benutzen aber nur eine oder zwei Belichtungseinstellungen, die lediglich ungefähr zu den gegebenen Lichtverhältnissen passten. Dabei führte Schwarzweißfilm mit seinem großen Belichtungsspielraum von mehreren Blendenstufen leicht zu guten Ergebnissen, Farbfilm schon weniger. Dagegen konnte die Verwendung von Farbdiafilm nicht empfohlen werden, da dieses Material generell korrekt belichtet werden musste. So zeigten Auswertungen im eigenen Agfa-Großlabor dann auch viele fehlbelichtete Bilder.

#### Programmautomatik
Die Technik war Ende der 1950er Jahre so weit fortgeschritten, dass sie mit einer automatischen Steuerung den Fotografen entlasten konnte. Um alle Situationen zu erfassen, die mit freier Hand aufgenommen werden konnten, reichte es dabei nicht aus, nur die Blende bei feststehender Verschlusszeit zu verstellen, vielmehr mussten beide Werte beeinflusst werden. Deswegen erfand man im Agfa Camerawerk München die Programmautomatik: Der Verschluss begann mit zunehmender Helligkeit die Verschlusszeit von 1⁄30 s bis zu 1⁄250 s zu verringern, wobei die Blende maximal geöffnet blieb, um mit möglichst kurzen Zeiten dem Verwackeln entgegenzuwirken. Bei 1⁄250 s angekommen schloss sich bei weiterer Helligkeitssteigerung die Blende bis zum Maximalwert f/22, was auch für sehr sonniges Wetter ausreichte. 1959 konnte Agfa die erste Kamera mit diesem System vorstellen.
Der Optima ging die Mittelformatkamera Automatic 66 voraus, ein Zeitautomat, bei der sich die Belichtungszeit zu einem eingestellten Blendenwert selbsttätig anpasste. Im Gegensatz zu dieser verkaufte sich die neue Technik der Optima derart ausgezeichnet, dass die Produktionszahl bereits nach drei Jahren 1 Mio. Kameras überstieg.

### Die erste Optima

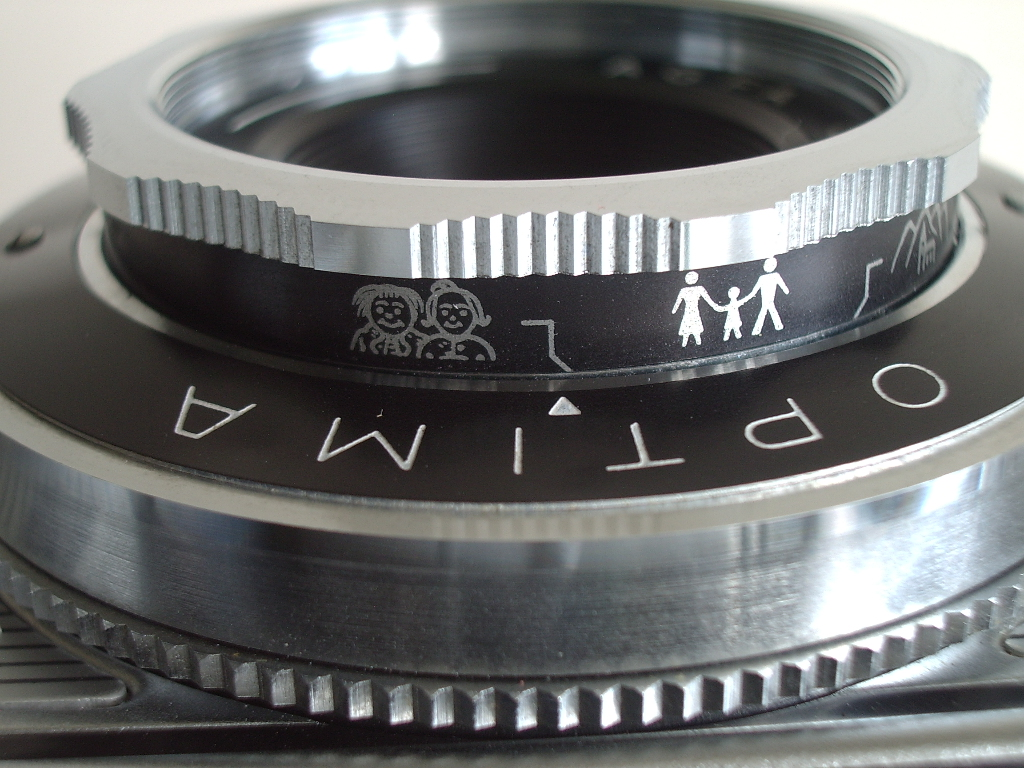
Optimale Entfernung für ein Porträt-Foto: „Max und Moritz“

Um die Wirkung der Programmautomatik zu unterstreichen, erhielt die erste Kamera damit den Namen Optima. Links neben dem Objektiv befand sich ein Hebel, der – enorm werbewirksam – magische Taste genannt wurde. Drücken der magischen Taste arretierte den Zeiger eines Messwerks im Inneren der Kamera, der als Anschlag für die Belichtungseinstellmechanik diente. Im Sucher konnte man bei gedrückter Taste erkennen, ob die Helligkeit ausreichte – es erschien eine grüne, sonst eine rote Markierung. Bei Verwenden eines Blitzgerätes musste man Rad rechts unten am Objektiv auf das Blitzsymbol stellen, dann arbeitete der Verschluss mit 1⁄30 s und die Blende ließ sich wie gewohnt einstellen. Dies galt auch für die Langzeitbelichtung, welches sich an dem Rad ebenfalls einstellen ließ.

„Die magische Taste dieser wirklich vollautomatischen Kleinbildcamera ist über Nacht bei allen Photofreunden zur Sensation geworden. Die bisher üblichen Zahlen, Zeiger und Skalen sind verschwunden – und alles Ablesen, alles Rechnen entfällt. Nur ein Druck auf die Taste: Genauso wie Ihr Auge auf stärkeres oder schwächeres Licht reagiert, werden jetzt Blenden und Belichtungszeiten vollautomatisch stufenlos gesteuert. Die vollautomatische Agfa Optima meistert jedes Motiv, ganz gleich, mit welcher Filmsorte. Sie photographieren. Informieren Sie sich bald bei Ihrem Photohändler über die Agfa Optima mit der magischen Taste“

Die Entfernungseinstellung – an dieser Stelle erlaubte der Stand der Technik noch für einige Zeit keine Automatisierung – ging bei der Optima und allen ihren Nachfolgern mit drei rastenden Symbolen vonstatten, nämlich Porträt (1,5 m), Gruppenaufnahme (4 m) und Landschaft (unendlich). An der Unterseite des Objektivs befand sich eine Entfernungsskala für eine genauere Einstellung. Bei der ersten Optima bildeten Lausbubenköpfe von Max und Moritz von Wilhelm Busch das erste Symbol.
Die Optima kostete für den technischen Aufwand angemessene 238 DM, besaß aber nur ein dreilinsiges Objektiv, Color Apotar S 3,9. Sie benutzte – wie damals allgemein üblich – eine Selenzelle für die Lichtmessung und kam dadurch ohne Batterien aus.

### Optima I,IIundIIIund500 S

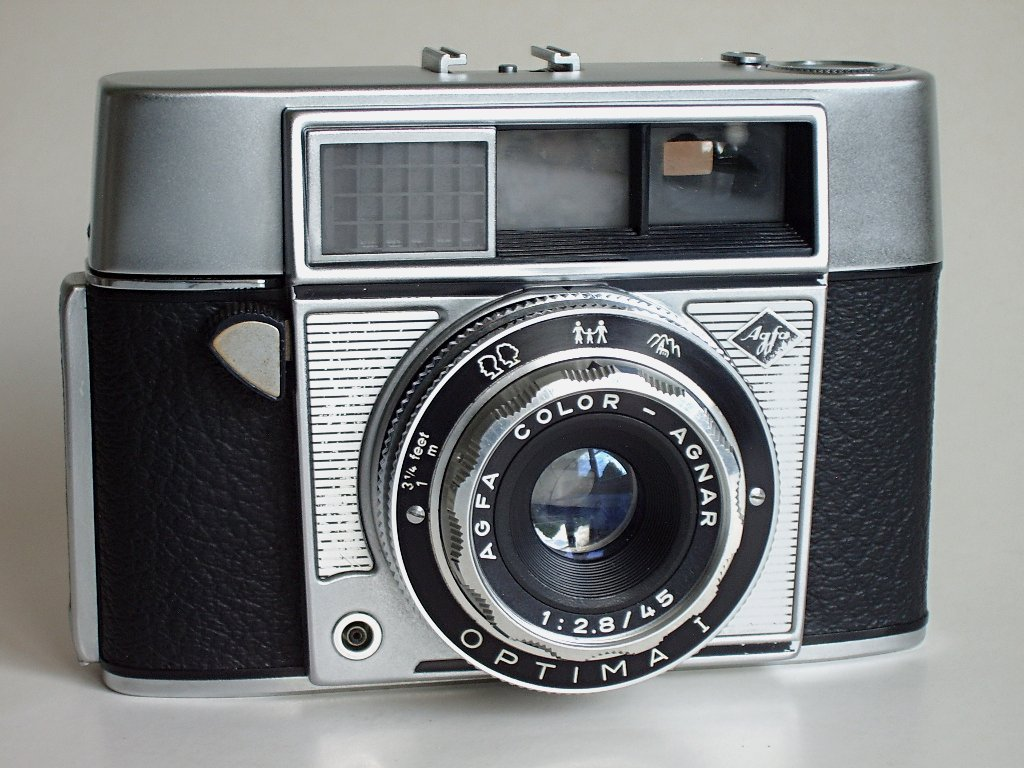
Agfa Optima I

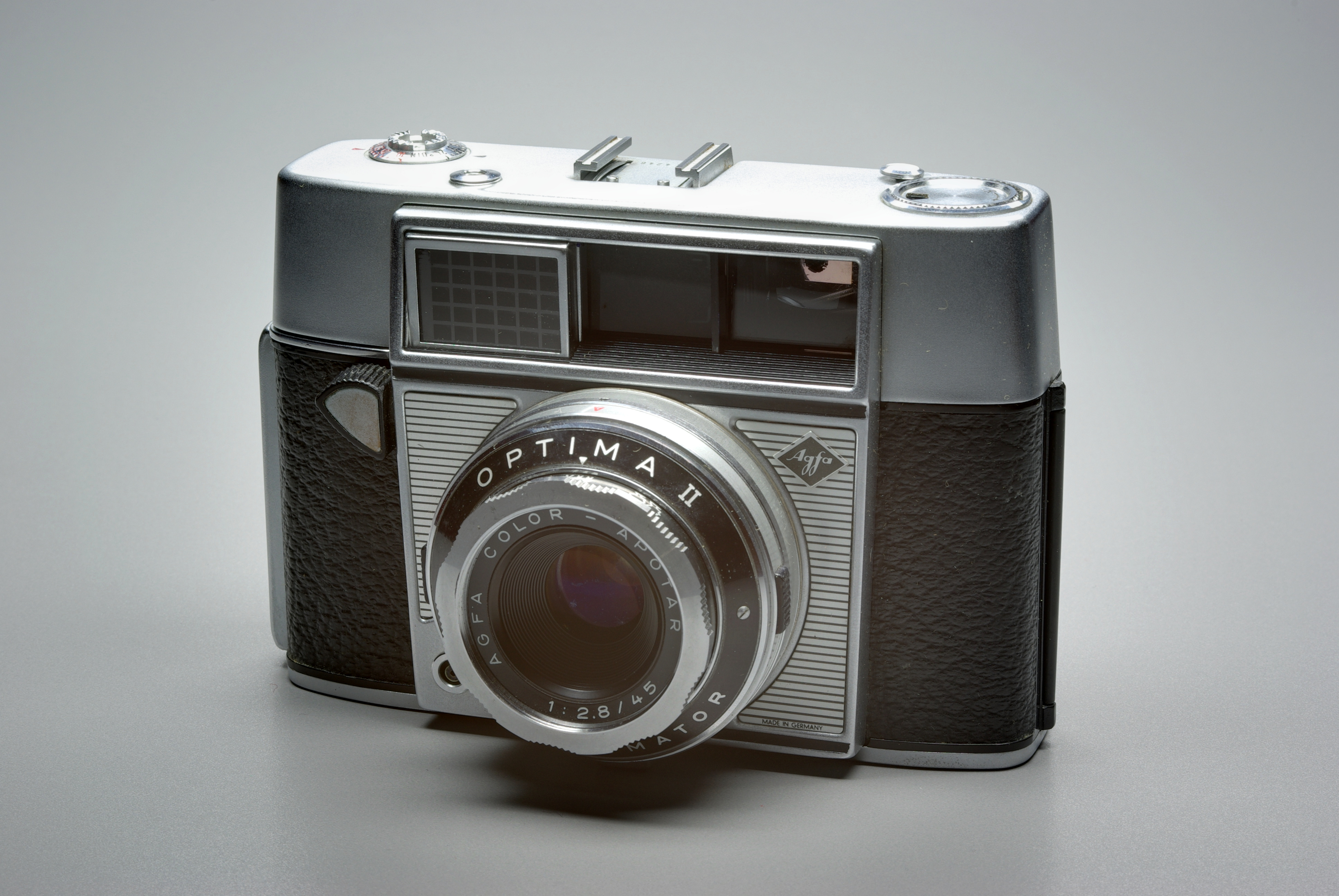
Agfa Optima II

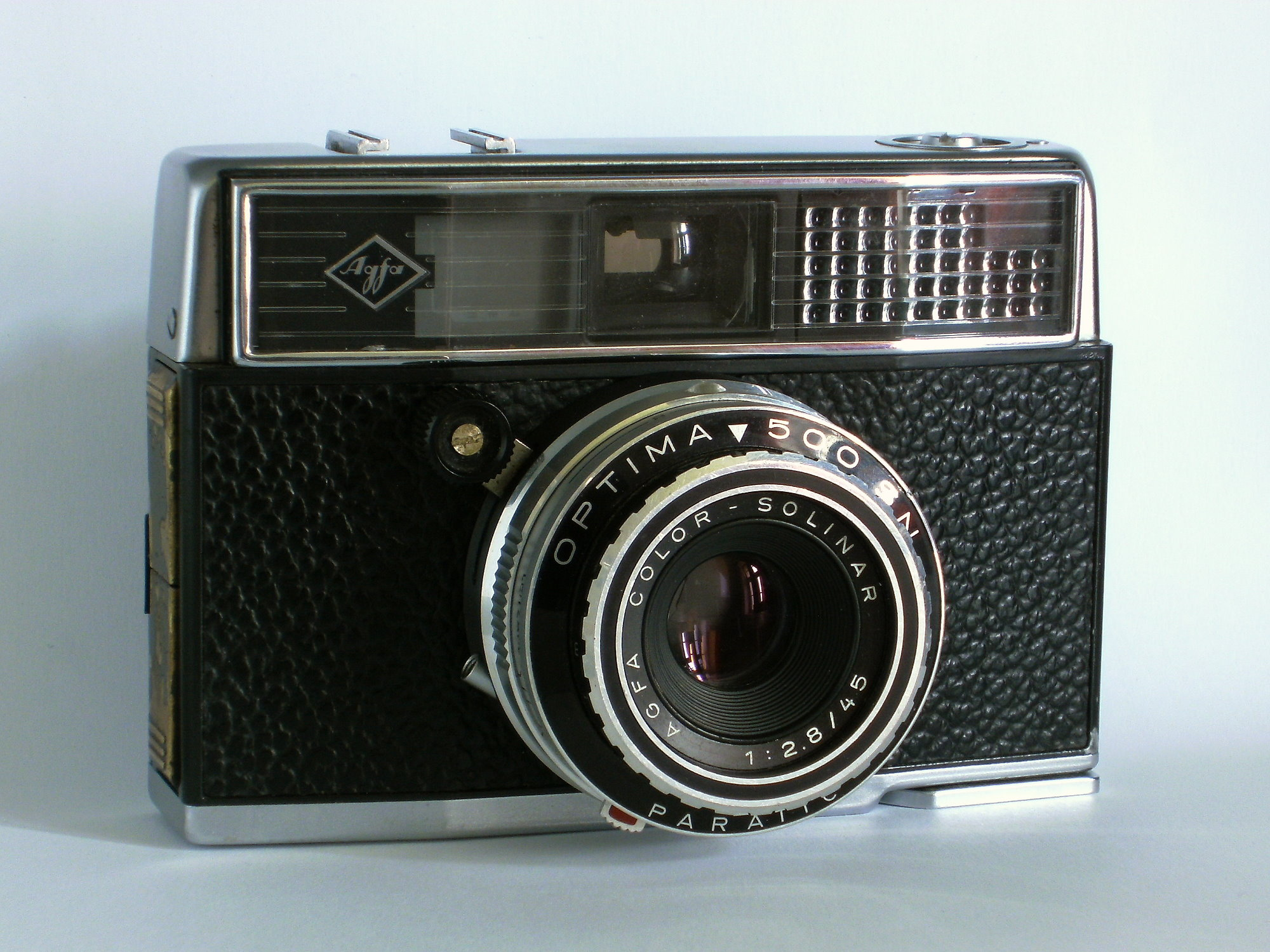
Agfa Optima 500 SN

Es lag nahe, die Funktion der magischen Taste mit der Auslösefunktion zu kombinieren und auf die rechte Gehäusevorderseite zu verlegen, was bereits 1960 mit der Optima I geschah. Dabei handelte es sich um ein mit 189 DM kostengünstigeres Modell, welches dafür nur das einfachere, aber ebenfalls dreilinsige Agnar anstatt ein Apotar besaß, mit f/2,8 und 45 mm Brennweite. Ihr Prontor-Lux-Verschluss arbeitete ebenfalls zwischen 1⁄30 s und 1⁄250 s.
Die Optima II kostete mit einem Color-Apotar f/2,8, 45 mm sowie einem Prontomator-Verschluss 258 DM, die Optima III mit dem gleichen Objektiv, aber einem Compur-Verschluss, der bis zu 1⁄500 s erreichte, 298 DM. Beide Modelle gab es auch mit einem gekoppelten Entfernungsmesser, nämlich als II S und III S, letztere lag dann aber bereits bei 358 DM, was für eine Kamera mit einem Dreilinser teuer erschien.
Nachdem die III S auf den Exportmodellen schon immer passend zu ihrer kürzesten Verschlusszeit als 500 verkauft wurde, verwandelte sie sich 1963 generell in die 500 S, indem sie mit dem Solinar f/2,8, 45 mm endlich ein angemessenes, nämlich vierlinsiges Objektiv erhielt.

### Optima Reflex
Die ungewöhnlichste Optima kam bereits 1960 heraus, handelte es sich bei ihr doch um eine zweiäugige Spiegelreflexkamera. Sie entsprach der Flexilette, es gab also ein Apotar f/2,8 mit 45 mm Brennweite als Aufnahmeobjektiv, besaß aber anstatt des Lichtschacht- einen Prismensucher und wie gewohnt eine Selenzelle für die Steuerung der Programmautomatik. Sie kostete allerdings mit 398 DM doppelt so viel wie die Flexilette, ein Preis, der eigentlich einen Vierlinser erwarten ließ.

### Optima Ia
Die Optima Ia stellte erneut eine richtungsweisende Konstruktion dar, was sich zwar nicht auf den ersten Blick erkennen ließ, wohl aber, wenn man sie in die Hand nahm. Wog die ursprüngliche Optima 720 g, so lag die Ia nur bei auffallend leichten 400 g. Bei ihr bestanden nämlich das Gehäuse und die Filmführung aus Kunststoff. Dabei konnte man die Rückwand nach Öffnen einer Verriegelung an der Bodenplatte nach unten abziehen, um einen Film einzulegen.
Der wesentliche Vorteil gegenüber einem Aluminium-Druckgussgehäuse bestand in der kostengünstigen Fertigung, musste der Kunststoff doch kaum nachbearbeitet werden. Zusammen mit einer perfektionierten Mechanik ergaben sich aber auch kleinere Abmessungen. Agfa hatte einen Kunststoff gefunden, in dem sich Schrauben zuverlässig eindrehen ließen und der schlagfest war. Der Preis der neuen Kamera entsprach mit 189 DM ebenso jener der Optima I, wie das Color-Agnar.

### Optima 500 SN
Die Optima 500 SN von 1966 kostete 338 DM und besaß das vierlinsige Solinar f/2,8, 45 mm, aber keinen Entfernungsmesser. Sie kam mit dem Kunststoffgehäuse der Ia daher, wobei die neue hochglanzverchromte Kappe im Design der Parat gehalten war.
Eine einfachere Optima gab es zu diesem Zeitpunkt nicht mehr, da man in der unteren Preisklasse auf den Rapid-Film setzte. Dies änderte sich erst 1968 wieder mit der Optima 200 Sensor.

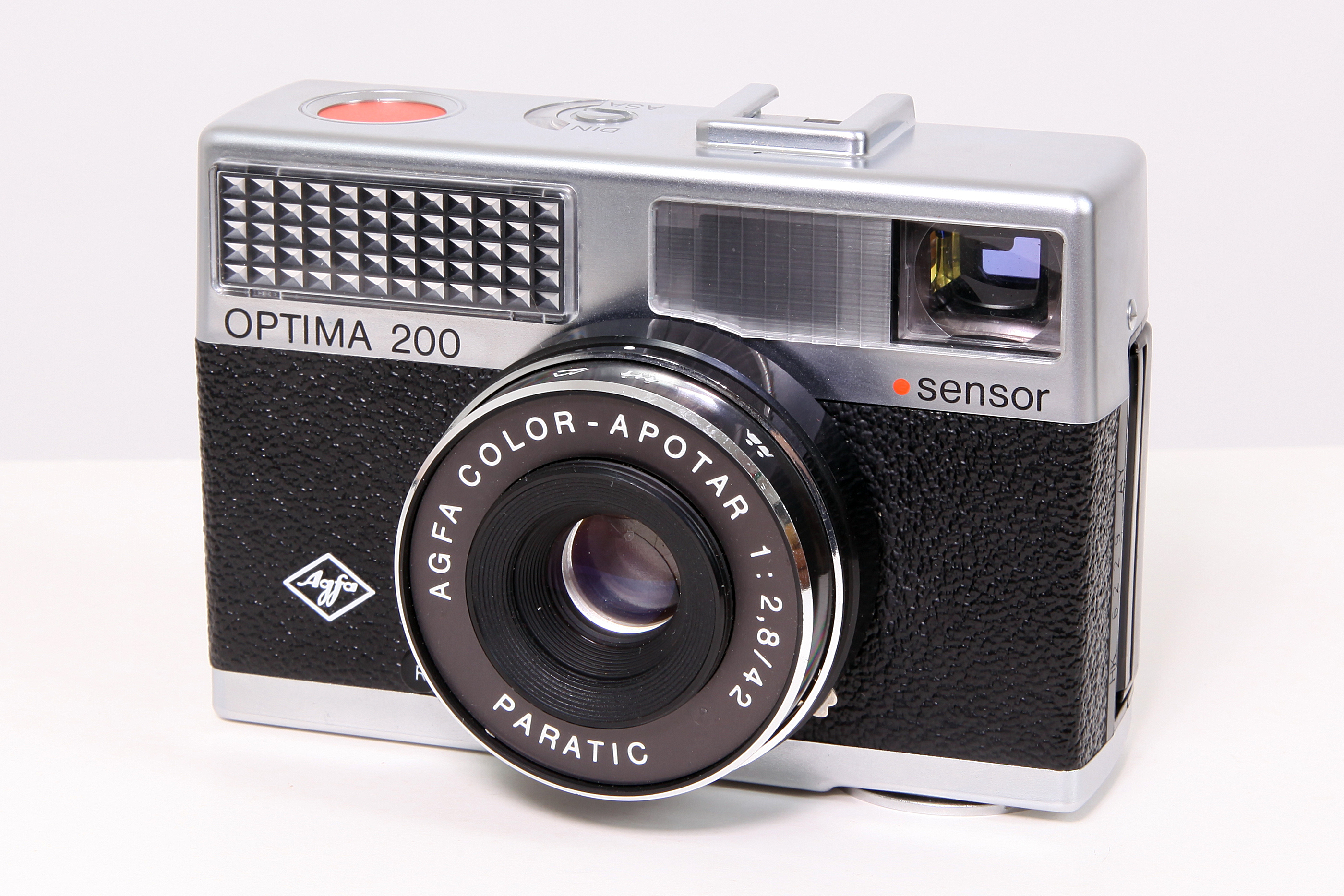
Agfa Optima 200 sensor

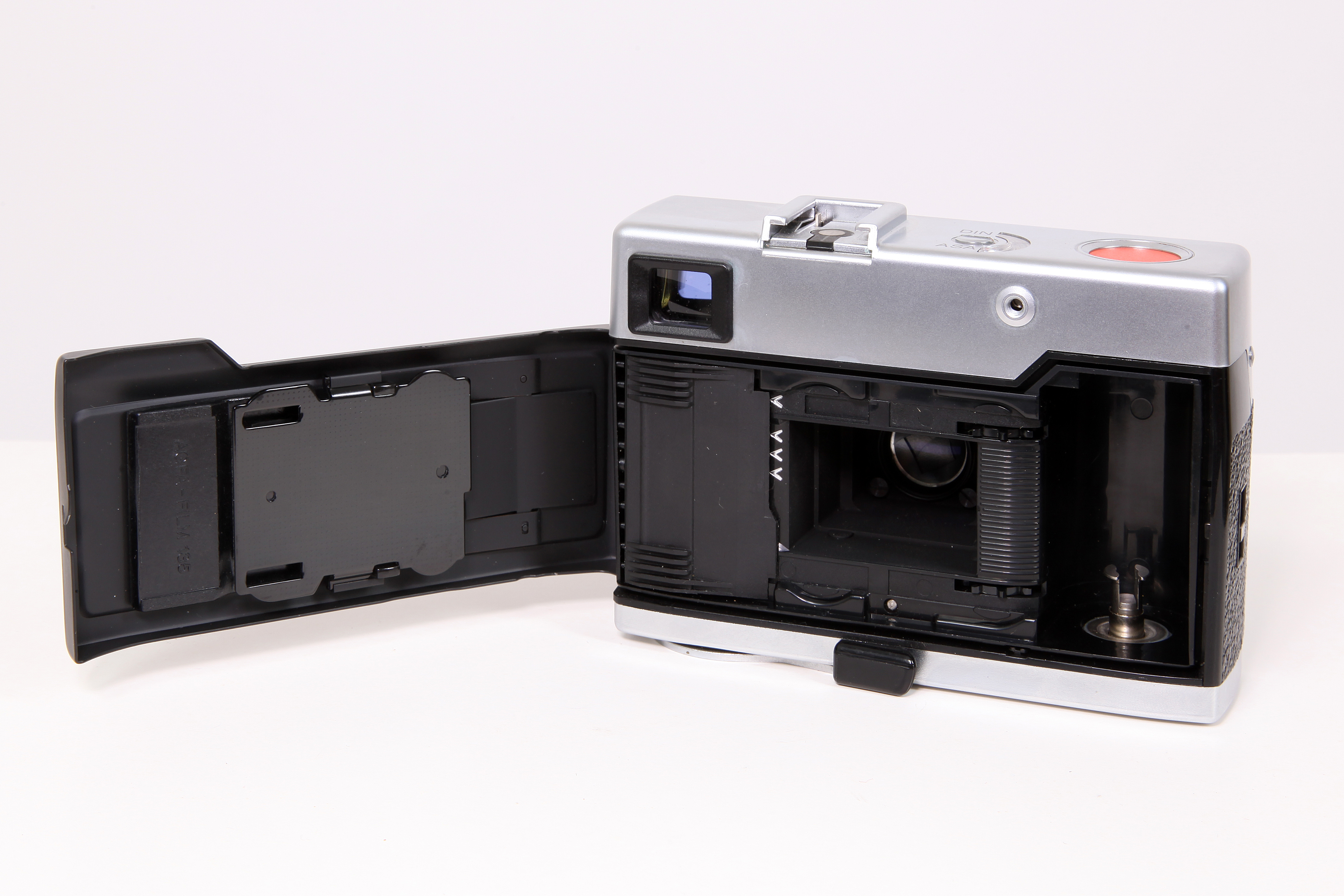
Agfa Optima 200 sensor: Links die Kammer für den aufgewickelten Film

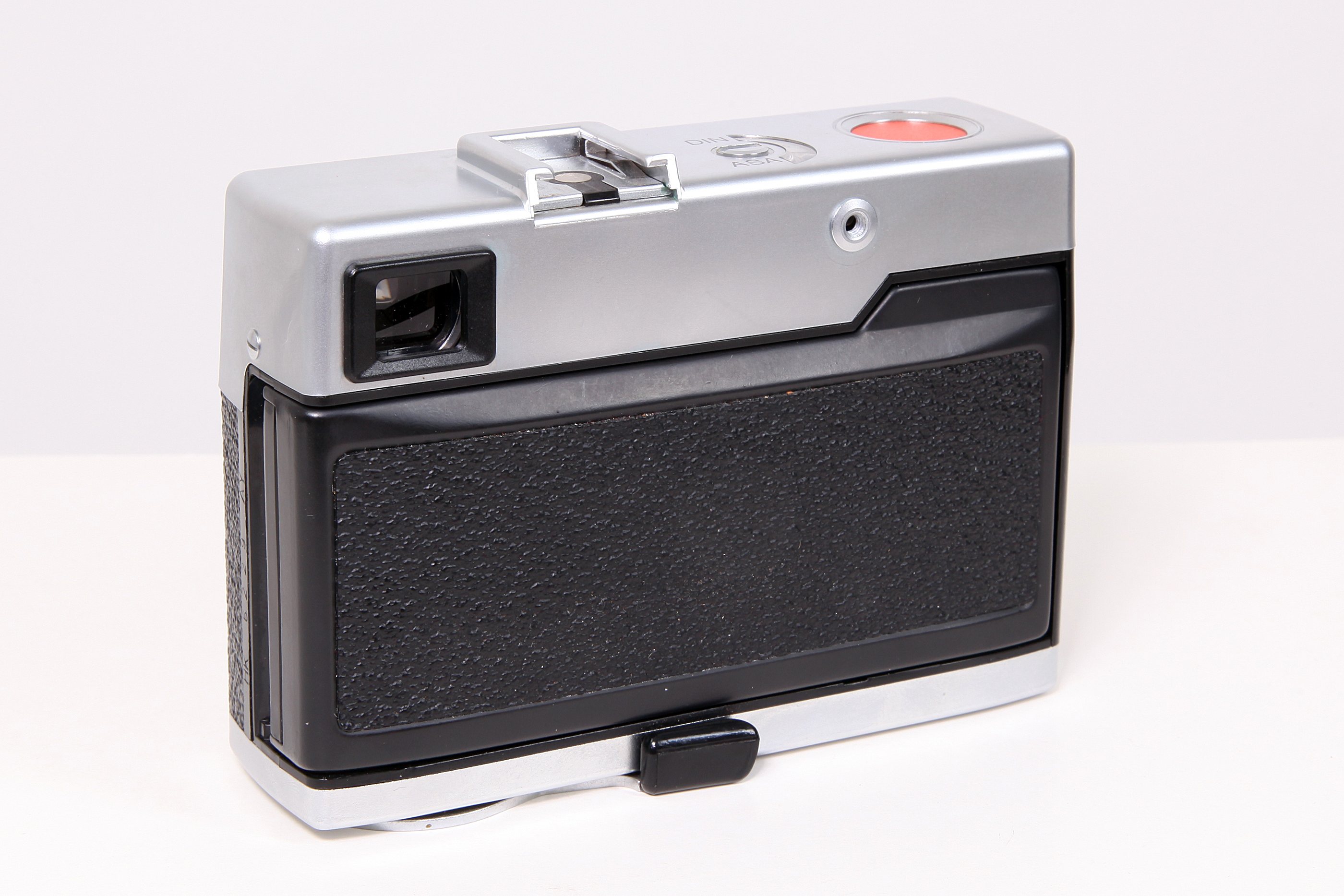
Agfa Optima 200 sensor

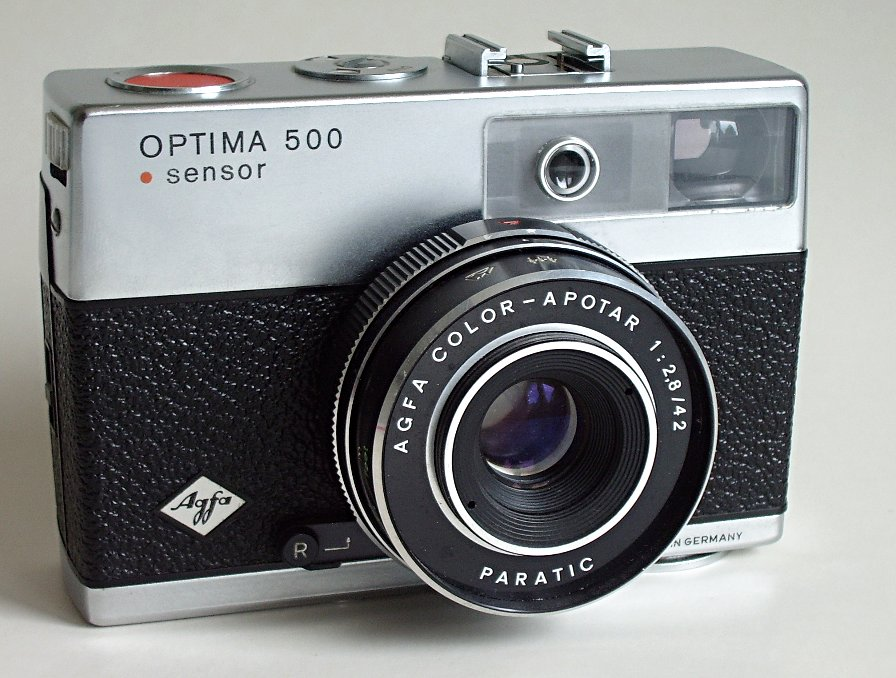
Agfa Optima 500 sensor

## Optima Sensor  (Zweite Generation)

### Optima 200 Sensor
Als erste Kamera erschien im Herbst 1968 die Optima 200 Sensor mit Sensor-Auslöser. Sie funktionierte im Wesentlichen wie die ursprüngliche Optima und besaß ebenfalls ein dreilinsiges Objektiv: das Apotar f/2,8 mit 42 mm Brennweite. Ihr Verschluss reichte nur bis zu 1⁄200 s, wovon sich die Modellbezeichnung ableitet, dafür brauchte man aber keine Messtaste mehr drücken. Bei gespanntem Verschluss gab es entweder eine gelb/grüne oder eine rote Markierung im Sucher zu sehen, mit dem Auslösen lief die Belichtungsautomatik dann von alleine ab. Wegen der geringen Verschlusszeit durfte man nicht mit hochempfindlichen Filmen arbeiten, um Überbelichtungen zu vermeiden. Deswegen waren nur Werte von ISO 15/25° bis ISO 23/160° einstellbar. Dazu gab es ein Fenster oben auf der Gehäusekappe, die mit einem Geldstück verdreht werden konnte.
Überdies war das Blitzen vereinfacht worden, am Blitzschuh befand sich ein kleiner Hebel, welcher die Kamera mit Aufschieben des Blitzgeräts in den Blitzmodus versetzte. Dann veränderte sich die Blende mit der Entfernungseinstellung. Hierzu konnte die Leitzahl des Blitzgeräts an der Unterseite des Objektivs von 11 bis 27 eingestellt werden.
Eine Besonderheit bestand im Filmtransport, die auch die nachfolgende Generation übernahm: Der Film fädelte sich automatisch ein, wobei die Aufwickelspule unzugänglich unter einer Kunststoffplatte lag, damit beim versehentlichen Öffnen der Rückwand die bereits belichteten Fotos erhalten blieben. Außerdem lag die Filmpatrone rechts, sie musste deswegen aufrecht anstatt wie üblich auf dem Kopf stehend eingelegt werden. Das Rückspulen ging nicht mit einer Kurbel vonstatten, sondern nach Umschalten des Filmtransports mit dem Schnellschalthebel. Hierzu musste ein kleiner Hebel in Kamera-Blickrichtung rechts unten am Objektiv in Richtung Kameramitte und dann nach oben geschoben werden, anschließend sprang ein Metallstift heraus, der ihn in dieser Position hielt.
Für Nahaufnahmen gab es die Natarix-Linse für Aufnahmen in 40 cm bis 70 cm Entfernung. Dabei musste der Universalsucher Natarix benutzt werden, der auf den Zubehörschuh der Kamera geschoben wurde und durch eine Aussparung in seinem Fuß die Blitzautomatik nicht aktivierte. 
Das sachlich gehaltene Kameradesign, welches sich von der Vorgängerbaureihe deutlich abhob, stammte von Schlagheck Schultes Design. Der Listenpreis der Optima 200 Sensor lag bei 189 DM zuzüglich Bereitschaftstasche.

### Optima 500 Sensor
Die Optima 500 Sensor von 1969 kam im gleichen Gehäuse daher, arbeitete aber ihrem Namen entsprechend mit Verschlusszeiten bis zu 1⁄500 s. Der entscheidende Unterschied bestand jedoch in der Belichtungsmessung mit Cds- anstatt Selen-Zelle. Solche Cadmiumsulfid-Fotozellen reagierten schneller auf Lichtänderungen, benötigten aber eine Batterie, die sich bei der 500 in einem Fach an der rechten Seite des Gehäusedeckels befand. Die Mechanik für die Belichtungssteuerung blieb allerdings unverändert, einen elektronischen Verschluss gab es erst bei der Agfa Selectronic und dann bei der nachfolgenden Baureihe. Die kürzere Verschlusszeit erlaubte es, mit empfindlicheren Filmen zu arbeiten, so dass Werte von ISO 15/25° bis ISO 27/400° einstellbar waren.
Außerdem konnte man mit der 500 Sensor die – allerdings noch teuren – sogenannten Computerblitze verwenden. Dazu gab es einen Blendenring am Objektiv. Oben konnte man die Stellung A ablesen, dann funktionierte alles wie bei der 200 Sensor, wobei die Leitzahl mit einem Daumenrad rechts an der Gehäusekappe eingestellt wurde, den Wert zeigte ein Fenster darüber an. Unten am Blendenring waren die Blendenwerte von 2,8 bis 22 einstellbar, wie es für das Blitzprogramm eines Computerblitzes erforderlich war.
Diese Optima 500 sensor kostete 229 DM zuzüglich Bereitschaftstasche; gegen Aufpreis gab es sie auch, allerdings nicht von Beginn an mit schwarzen Gehäusedeckeln. Stets besaß sie aber das gleiche Objektiv wie die 200 Sensor, obwohl ein Dreilinser der Preisklasse inzwischen vollkommen unangemessen war.

### Abgeleitete Modelle
Von beiden Modellen existierten auch Versionen ohne Programmautomatik, die sich an Fotoamateure wandten. Sie fanden zwar nur wenige Käufer, Agfa konnte sie aber mit geringen Aufwand realisieren: Die Silette LK Sensor entsprach weitreichend der Optima 200 Sensor, war aber nur eine halbautomatische Kamera. Das Pendant zur Optima 500 Sensor hieß Selectronic Sensor.

## Optima Sensor electronic (Dritte Generation)

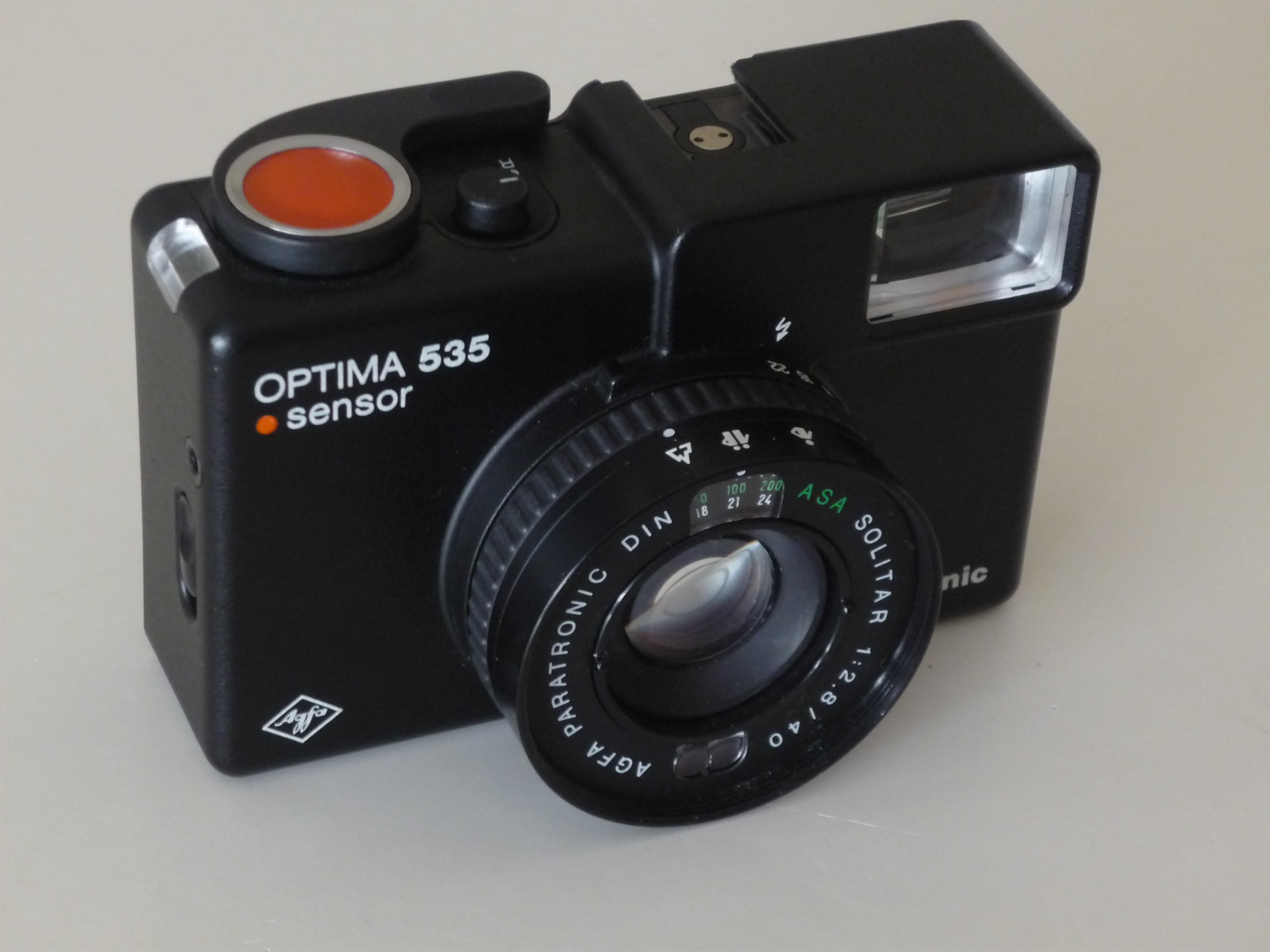
Die Agfa Optima 535 sensor

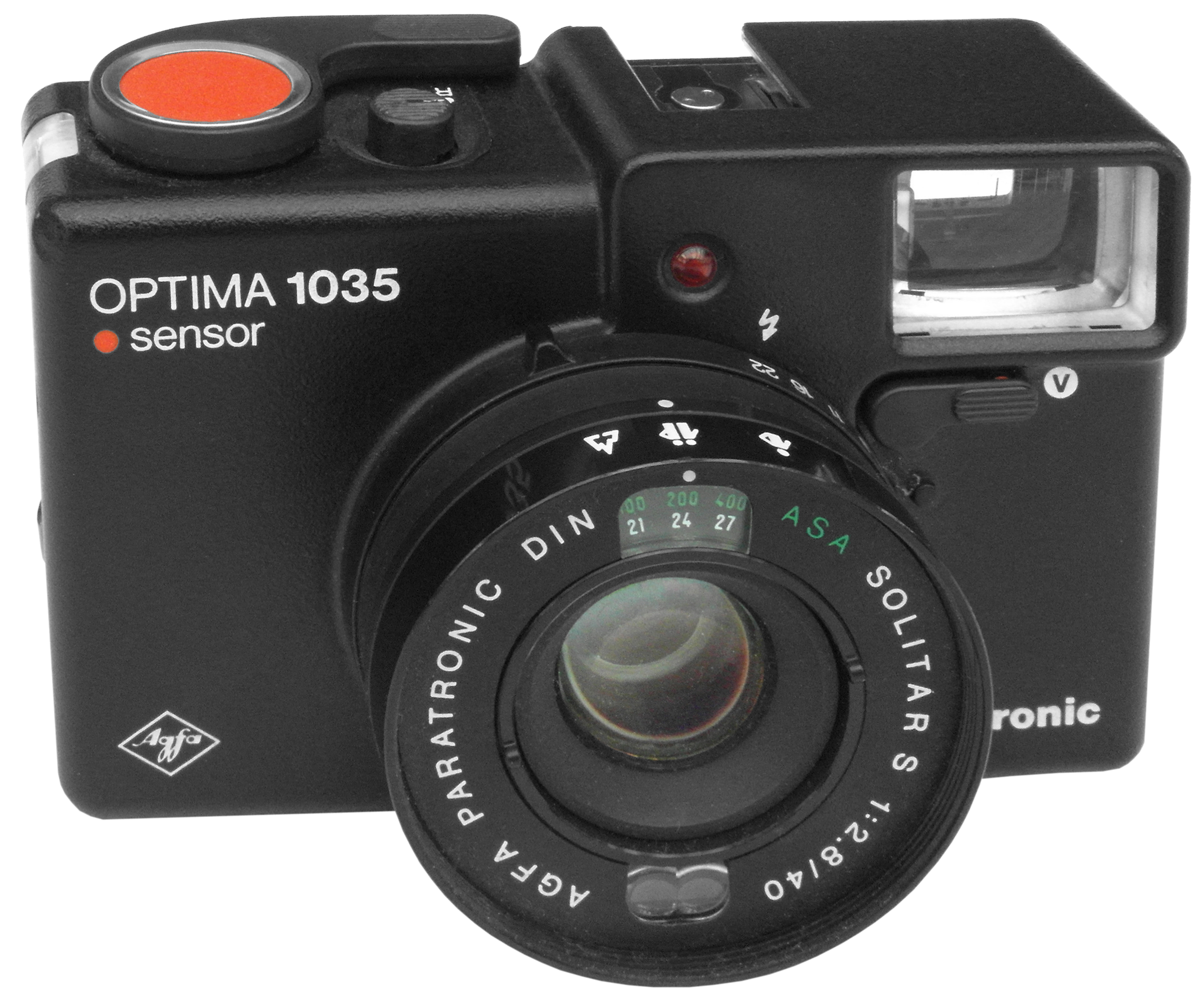
Die Agfa Optima 1035 sensor

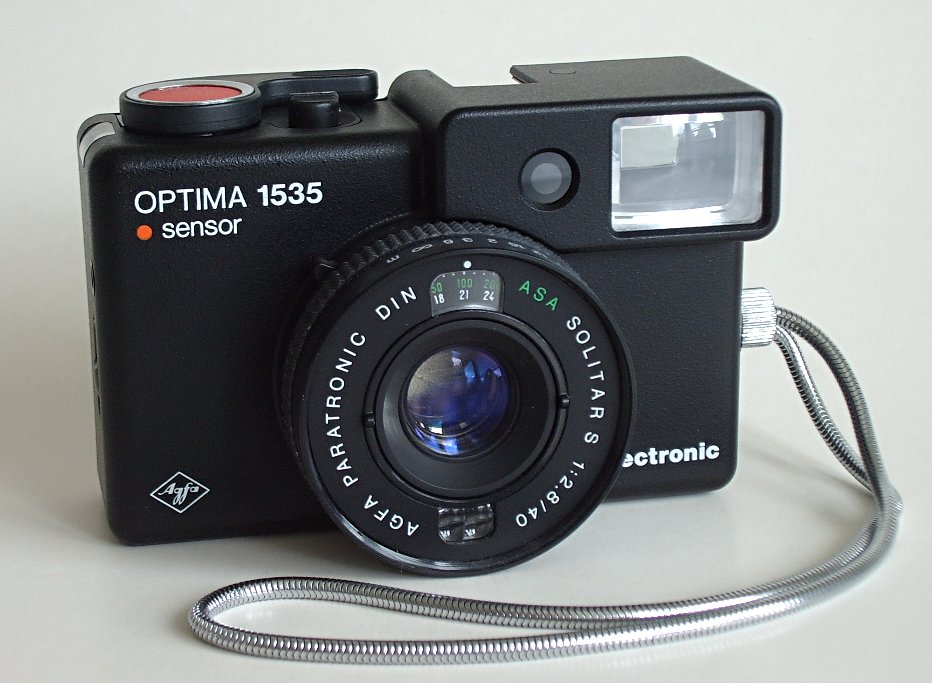
Agfa Optima 1535 sensor

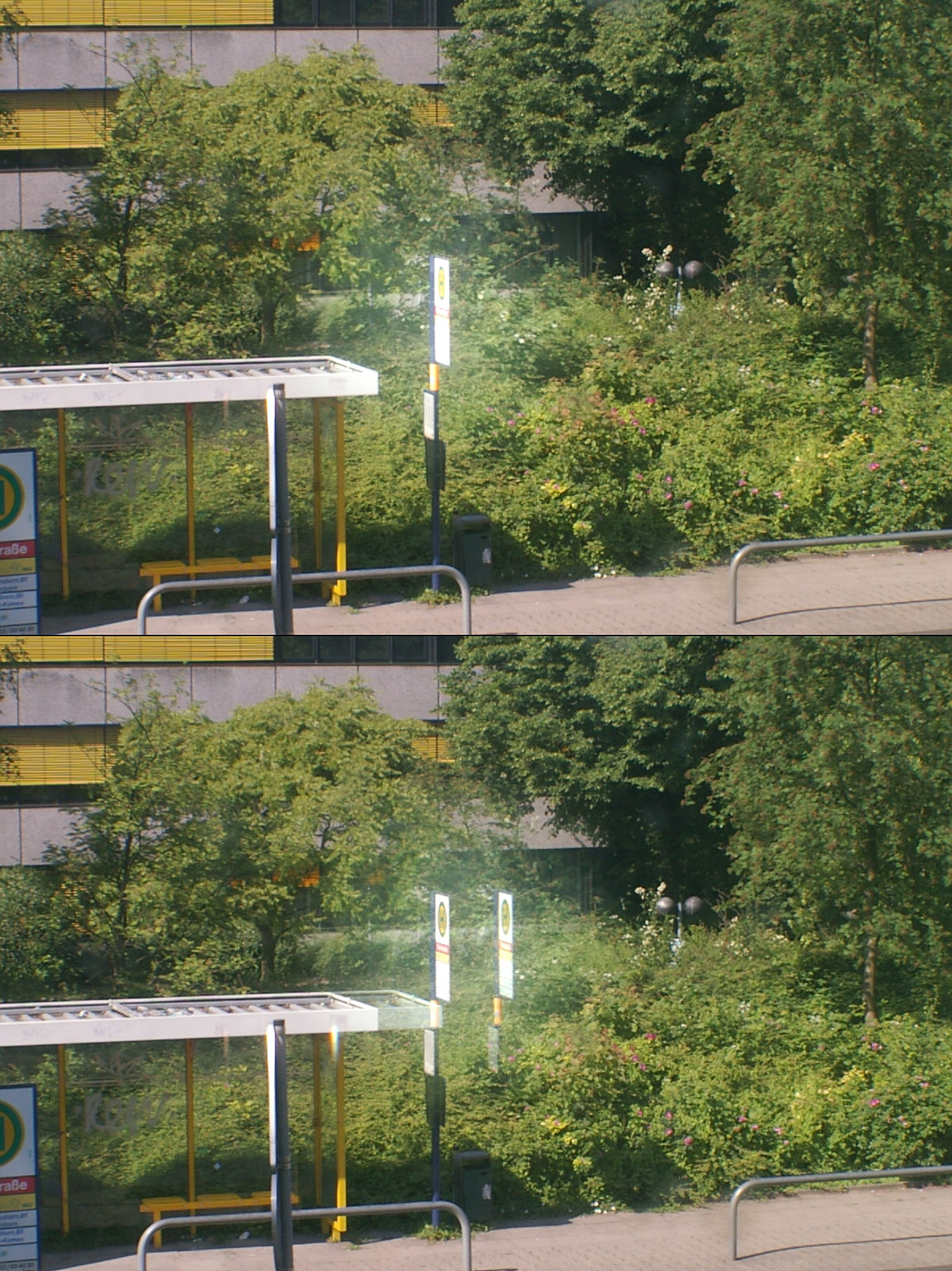
Entfernungsmesser im Sucher der Optima 1535 sensor

### Paratronic-Verschluss
Den Paratronic hatte Agfa bereits bei der Selectronic eingeführt, bevor er mit einer neuen Kamerageneration in alle Optima-Modelle eingebaut wurde. Seine Elektronik befand sich komplett im Objektivtubus, so dass das Kameragehäuse kleiner als bisher gehalten werden konnte. Bei der Optima hatte der Verschluss einen zweistufigen Sensor-Auslöser zufolge. Leichtes Antippen führte zur Belichtungskontrolle mit einer Leuchtdioden-Anzeige im Sucher. Dann leuchtete eine rote Leuchtdiode, wenn die Belichtungszeit unter 1⁄30 s lag. Bei den Modellen 535 und 1035 gab es überdies eine grüne Diode, die den Bereich darüber anzeigte.

### Optima 535 Sensor
Als letzte Generation setzte Agfa 1976 mit der Optima 535 Sensor die 1959 begonnene Linie fort. Ihre Formgestaltung stammte erneut von Schlagheck Schultes Design. Diese Modelle unterschieden sich vor allem mit ihrem moderneren Aussehen, wirkte doch die Vorgänger-Baureihe mittlerweile antiquiert, da die Kunststofftechnik inzwischen komplexere Gehäuseformen erlaubte. Das seitliche Stativgewinde ermöglichte es zudem, dort eine Trageschlaufe anzubringen. Auffällig war außerdem der ungewöhnlich große Sucher, welcher die Benutzung besonders leicht machte. 
Die Helligkeitssteuerung beim Blitzen ging entsprechend der Optima 500 Sensor vonstatten, da die sogenannten Computerblitze jetzt zum Standard zählten. Einlegen und Transport des Films funktionierten unverändert, außer dass der Schnellschalthebel nun oben auf der Kamera lag und die Umschaltung auf Filmrücktransport links daneben – dabei handelte es sich um ein Knopf, der gedrückt und gedreht werden musste.
Die kürzeste Verschlusszeit betrug entsprechend der Modellbezeichnung 1⁄500 s. Als längste Verschlusszeit gab Agfa 15 s an, tatsächlich konnte der Verschluss aber bis zu etwa 3 Minuten öffnen, wobei er sich dann aber unter Gejaule schloss – die Bilder waren aber einwandfrei belichtet. Die Elektronik wurde von drei anstatt bislang zwei Knopfzellen versorgt, das Batteriefach befand sich unter der Rückwand – bei eingelegten Film empfahl die Bedienungsanleitung den Wechsel im Dunkeln.
Das Objektiv Solitar 40 mm f/2,8 besaß vier Linsen, wobei zur Entfernungseinstellung das gesamte Objektiv, also nicht nur die Frontlinse verschoben wurde. Anfänglich waren die nach außen zeigenden Ränder der verbauten Linsen geschwärzt, später fanden an dieser Stelle Sparmaßnahmen statt. Die Einstellung der Filmempfindlichkeit befand sich nicht mehr oben auf dem Gehäusedeckel, sondern am Objektiv. Sie reichte wie gewohnt von ISO 25/15° bis ISO 500/28° und schob einen Verlaufsfilter vor die Messzellen. Diese befanden sich innerhalb der Filterfassung, welche deswegen größer als bisher ausfallen musste, man ging von einem 32 mm Steckfilter auf ein 49 mm Schraubgewinde über.
Der empfohlene Verkaufspreis lag bei 259 DM zuzüglich Bereitschaftstasche, wobei es sich zunächst um eine Ledertasche mit eingearbeitetem „Becher“ für den Objektivtubus, später nur noch um einen schwarzen Kunstlederbeutel handelte. Während die Pocketkameras eine silberne Metallgliederkette hatten, gehörte zur Optima nur eine silberne Rändelschraube mit schwarzem, geflochtenem Nylonband und einer Schulterauflage aus Gummi. Bei den ersten Gehäusen war die Scheibe, die auf der Unterseite den Filmtransport anzeigt, nicht geriffelt und vernickelt, sondern eben und abwechselnd rot und schwarz bemalt. Außerdem war das seitliche Stativgewinde, in das normalerweise der Tragegurt geschraubt wurde, noch aus Kunststoff. Weil aber von einigen Besitzern Stative mit zu langen Schrauben verwendet wurden, durchbrachen die Schrauben mitunter das Gehäuse.

### Optima 1035 Sensor
Die gleichzeitig mit der 535 erschienene Optima 1035 Sensor unterschied sich entsprechend ihrer Modellbezeichnung durch eine kürzeste Verschlusszeit von 1⁄1000 s. Außerdem war ihr Objektiv Solitar S 40 mm f/2,8 mehrfachvergütet und es gab einen Selbstauslöser sowie eine Anzeige der eingestellten Entfernung im Sucher. Letzteres bestand aus den drei bekannten Symbolen und einem roten Zeiger an der Unterseite. Der Selbstauslöser war ungeachtet des elektronischen Verschlusses mechanisch ausgeführt. Er wurde mit einem Hebel in Kamera-Blickrichtung oben links neben dem Objektiv aufgezogen, während der Vorlaufzeit blinkte dann eine rote Leuchtdiode über dem Objektiv.

### Optima 335 Sensor

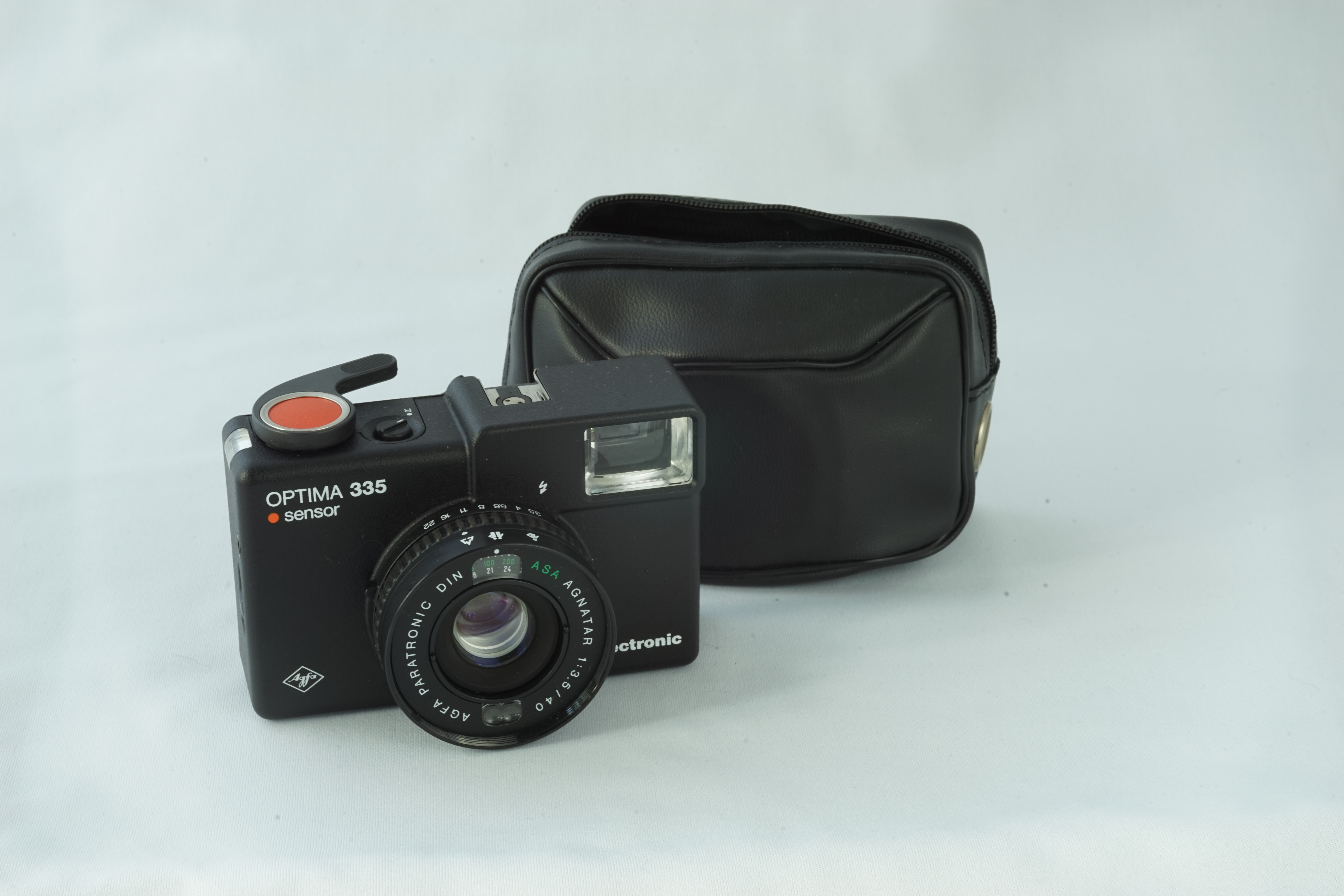
Die Agfa Optima 335 sensor

1978 folgte die Optima 335 Sensor mit vereinfachter Ausstattung. Das einfach vergütete Objektiv Agnatar 40 mm f/3,5 besaß drei Linsen. Die Belichtungszeit reichte entsprechend der Modellbezeichnung 335 nur bis zu 1⁄300 s, wobei Agfa 2 s als längste Zeit angab. Ab 1⁄30 s und länger leuchtet im Sucher eine rote LED auf.

### 1535 Sensor
1979 kam das Topmodell Optima 1535 Sensor, welche die Ausstattung der 1035 um einen eingebauten Mischbildentfernungsmesser ergänzte. Sie wurde für etwa 300 DM verkauft.
Außerdem gab es nun das im Design angepasste würfelförmige schwarze Blitzgerät Optima Lux mit der Leitzahl 12 bei ISO 100/21°. Es besaß eine eigene Messzelle und wurde von zwei separaten AAA-Zellen versorgt.

### Optima Sensor electronicundflash

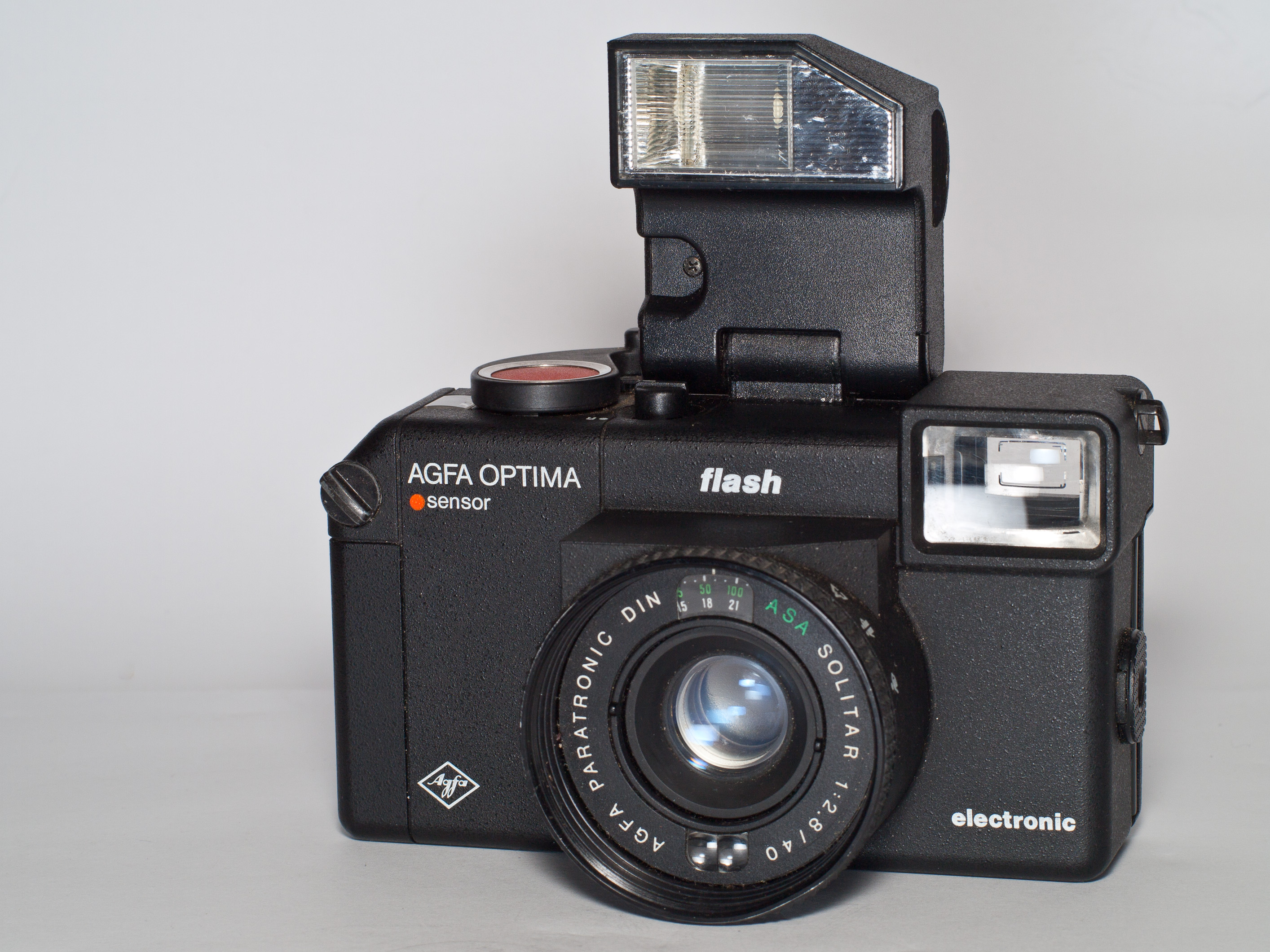
Die Agfa Optima Sensor electronic flash

Aus Kostengründen verlegte Agfa die Produktion nach Portugal/Coimbra in das sogenannte Reflecta Werk. Hier wurden nun nicht nur die aktuellen Projektoren Diamator und Diamator AF, sondern auch die Optima Sensor electronic – baugleich mit der 535 – und die dem Trend der Zeit entsprechend mit eingebautem, d. h. in diesem Falle aufklappbarem Blitz ausgestattete Kamera flash hergestellt. Die flash wirkte wegen dieses ursprünglich nicht vorgesehenen Einbaus etwas klobig und schwer, bot aber zufriedenstellende Funktionalität. Sie besaß ein seitliches Batteriefach für zwei AAA-Zellen.

### Optima 935 / Agfa Compact

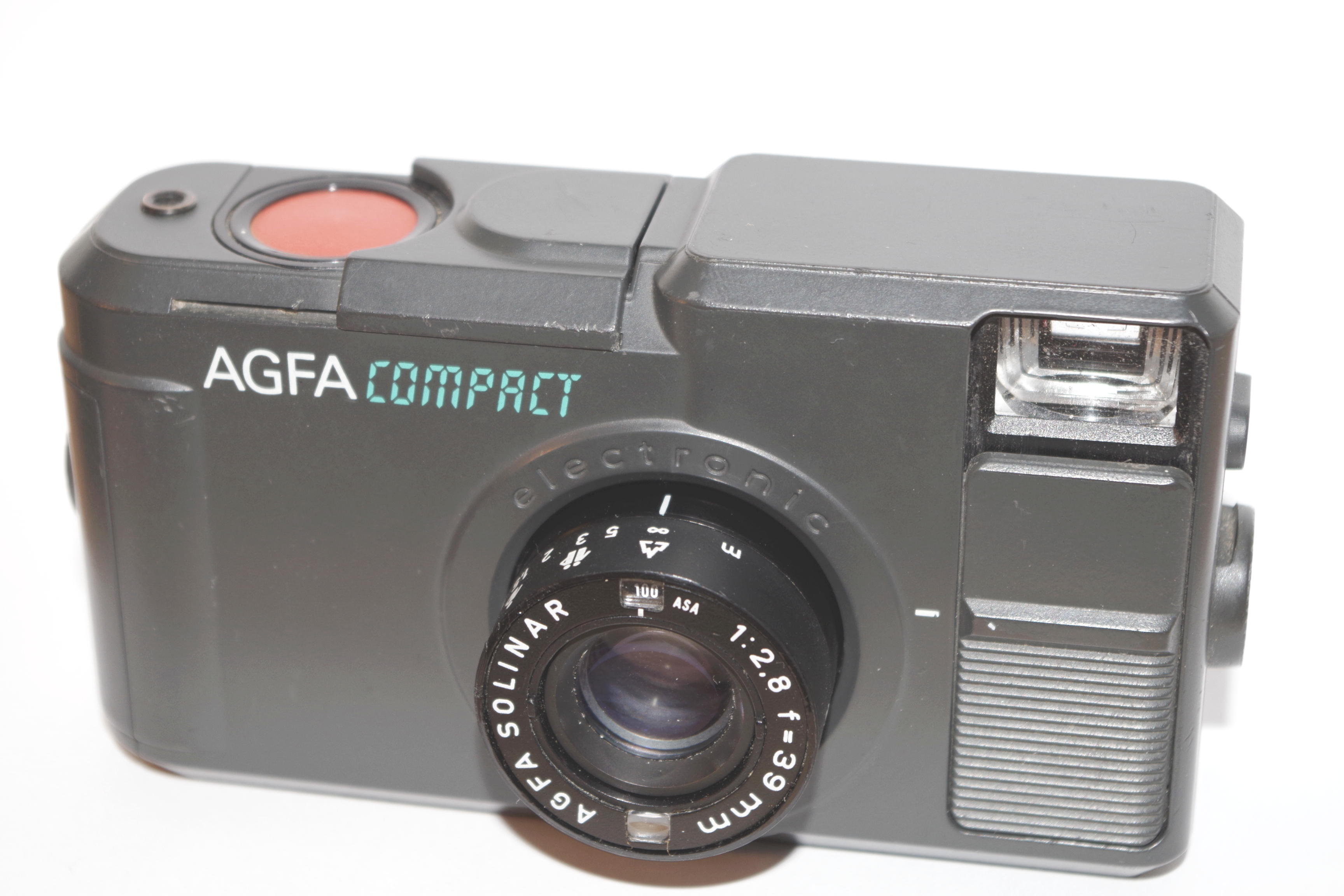
AGFA Compact

1981 konnte Agfa mit der Agfa Compact nennenswerte Beachtung erlangen, besaß sie doch ein Objektiv, das nach Aufschieben des Objektivdeckels elektrisch ausfuhr. Dies bewarb man als sssssit Kamera und wurde mit einem winzigen „Gummimetall“-Motor in der Aufwickelspule möglich. Motorisch ausfahrbare Objektive waren noch neu und wurden erst einige Jahre später Standard bei Sucherkameras. Besonders war auch das olivgrüne Gehäuse der Compact.
Die Compact besaß ebenfalls ein vierlinsiges Objektiv, nämlich das mehrschichtenvergütete Solinar 39 mm f/2,8. Ihr Belichtungsmesser konnte auf eine Empfindlichkeit von ISO 25/15° bis 400/27° eingestellt werden und die Belichtungszeit reichte von 1⁄45 s bis zu 1⁄1250 s. Zum Lieferumfang gehörten ein Metallwinkel und ein Kabel zum Anschluss eines gewöhnlichen Blitzgerätes. Als Zubehör gab es aber ein seitlich ansteckbares Blitzgerät.
Die Compact war der letzte im Agfa Camerawerk München hergestellte Fotoapparat.

## Die BezeichnungOptimabei anderen Baureihen
Die Programmautomatik baute Agfa auch in Kameras anderer Baureihen ein, die dann eine Zeit lang den Namenszusatz Optima erhielten. So kam es zu den Modellen Rapid Optima und Rapid Parat. 1974 erschienen dann noch die Pocketkameras 5000 Optima Pocket Sensor und 6000 Optima Pocket Sensor mit elektronischer Verschlusssteuerung.
Mit dem Übergang zur Agfamatic 5008 Makro Pocket Sensor und 6008 Makro Pocket Sensor entfiel der Namenszusatz schließlich, obwohl diese beiden Kameras die Programmautomatik unverändert beibehielten.
Schließlich existierte noch die Agfa Compact unter der alternativen Bezeichnung Optima 935. Die Compact konnte man allerdings auch als eine neue Generation der Optima-Serie sehen.
Alle mit Optima bezeichneten Kameras besaßen auch eine Entfernungseinstellung mit drei einrastenden Symbolen.